# Kościół św. Anny w Rogowie
Kościół św. Anny – rzymskokatolicki kościół parafialny w Rogowie, w dekanacie sokołowskim diecezji drohiczyńskiej. Wzniesiony jako cerkiew unicka, na miejscu starszej cerkwi prawosławnej. Po likwidacji unickiej diecezji chełmskiej obiekt został przekształcony na cerkiew prawosławną i pozostawał nią do 1918. W wymienionym roku przejął go Kościół rzymskokatolicki, erygując rok później w Rogowie parafię łacińską. W bliskiej odległości od kościoła znajduje się cmentarz utworzony w XIX w. i zmieniający odtąd przynależność konfesyjną tak samo, jak parafialna świątynia.

## Historia

### Pierwsza cerkiew w Rogowie
Pierwsza wzmianka o prawosławnej cerkwi św. Dymitra w Rogowie pochodzi z 1546, gdy księżna lubecka Anna, pasierbica właściciela miejscowych dóbr, zapisała miejscowej parafii 3 włóki ziemi. Świątynia istniała już wtedy od długiego czasu. W 1546 w cerkwi służył jeden duchowny o imieniu Nestor.
Parafia rogowska przyjęła postanowienia unii brzeskiej na początku XVII w. Kolejne informacje o świątyni pochodzą z początku XVIII w. Jej kolatorem był wówczas skarbnik podlaski Szymon Gąsowski. Z zachowanego opisu wizytacyjnego z 1726 wynika, że cerkiew była jednokopułowa, kryta dachem gontowym, stara i w złym stanie technicznym. W świątyni znajdowały się carskie wrota, jednorzędowy ikonostas z trzema ikonami, ołtarz główny (na wzór katolickiego) oraz czternaście innych obrazów. W 1757 w kolejnym protokole wizytacyjnym zapisano, że w ołtarzu głównym znajdował się nowy obraz Matki Boskiej Częstochowskiej z koronami i wotami dziękczynnymi. Nie było carskich wrót i ikonostasu. Śladem po nich były obrazy Matki Bożej i Chrystusa Zbawiciela umieszczone po dwóch stronach prezbiterium, z niewielkimi ołtarzykami. Ponadto w świątyni znajdowały się ołtarze boczne św. Anny i Zwiastowania Najświętszej Maryi Panny. Inwentarz cerkwi z 1789 podkreśla, że budynek świątyni wymagał natychmiastowego remontu. Wskazuje również, że wstawiono do niej nowy ołtarz główny z obrazem patrona, pozostały natomiast na swoim miejscu dwa znane ze starszych opisów ołtarze boczne. Nie było już obrazów Matki Bożej i Chrystusa Zbawiciela, wymieniono natomiast "siedemnaście różnych obrazów".

### Nowa cerkiew
Nową cerkiew unicką w Rogowie ufundowali Adam i Wiktoria Szydłowscy, którzy nabyli wieś na początku XIX w. Budowę świątyni zakończono w 1815. Cerkiew zachowała dotychczasowe wezwanie. Z XIX-wiecznych opisów świątyni wynika, że znajdował się w niej ołtarz główny oraz dwa boczne, jak również ambona i 23 różne obrazy. Do cerkwi uczęszczało w 1839 ok. pięciuset osób z Rogowa.
W 1875, wskutek likwidacji unickiej diecezji chełmskiej, parafia rogowska została przemianowana na prawosławną. Jeszcze przed tą datą, w ramach przygotowań do odgórnej konwersji, do świątyni wstawiono nowy ikonostas z wizerunkami patrona cerkwi, Matki Bożej, Chrystusa Zbawiciela, św. Michała Archanioła oraz z ikonami Zwiastowania na carskich wrotach i Ostatniej Wierzerzy ponad nimi. Zachowano natomiast ołtarze boczne. Likwidacja unii spotkała się w Rogowie, podobnie jak w całym unickim dekanacie sokołowskim, z protestami miejscowych wiernych. Podczas ich tłumienia wojsko rosyjskie zabiło dwie kobiety, zaś dwóch gospodarzy ze wsi zostało zesłanych na Syberię. Ostatni unicki proboszcz parafii rogowskiej został zmuszony do wyjazdu do Galicji.

### Kościół

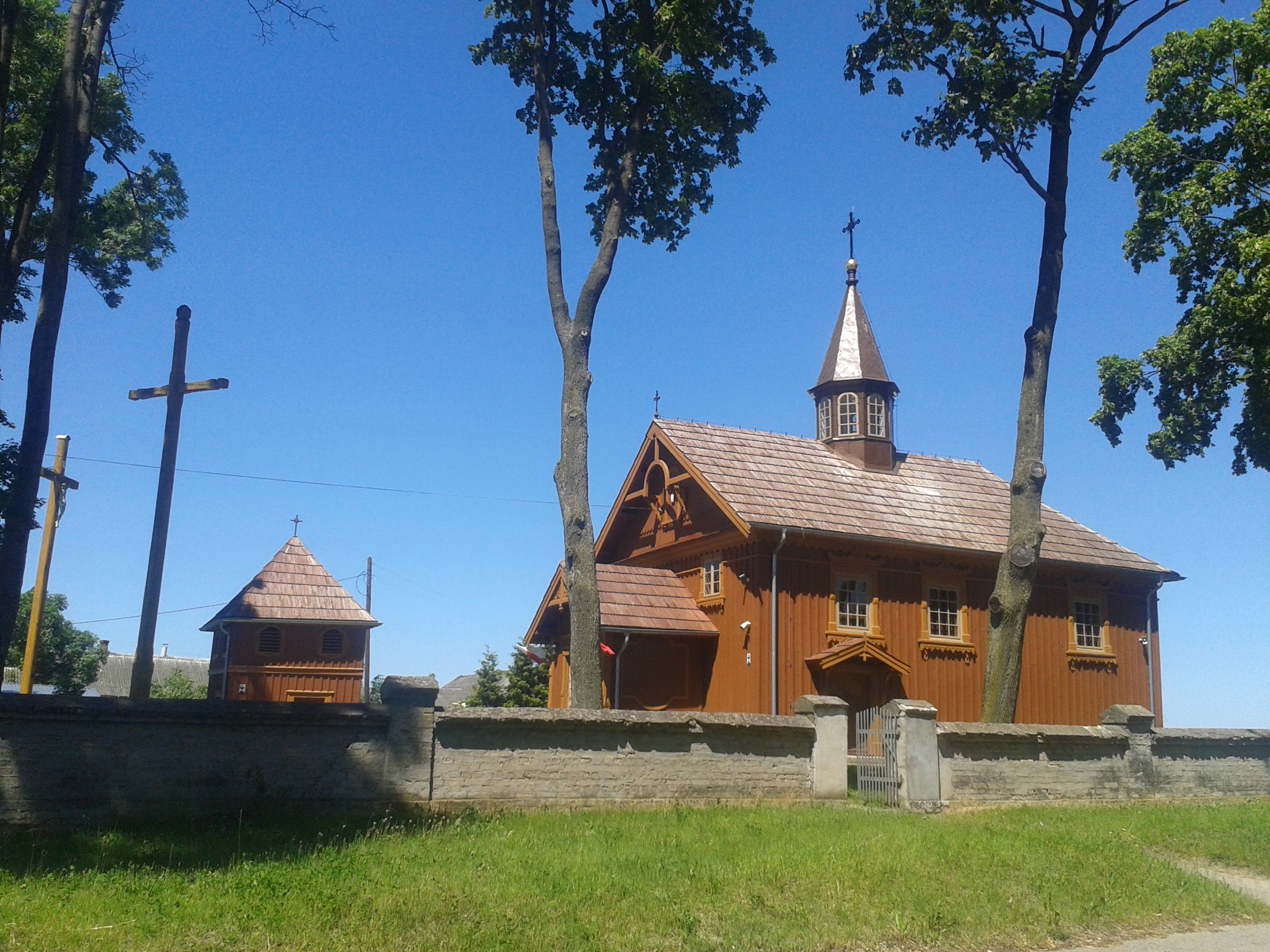
Widok na kościół i dzwonnicę od południa

W 1918 cerkiew w Rogowie została zrewindykowana na rzecz Kościoła rzymskokatolickiego, a rok później erygowano we wsi parafię tego wyznania. Świątynię gruntownie odremontowano w latach 2010-2012.

## Architektura

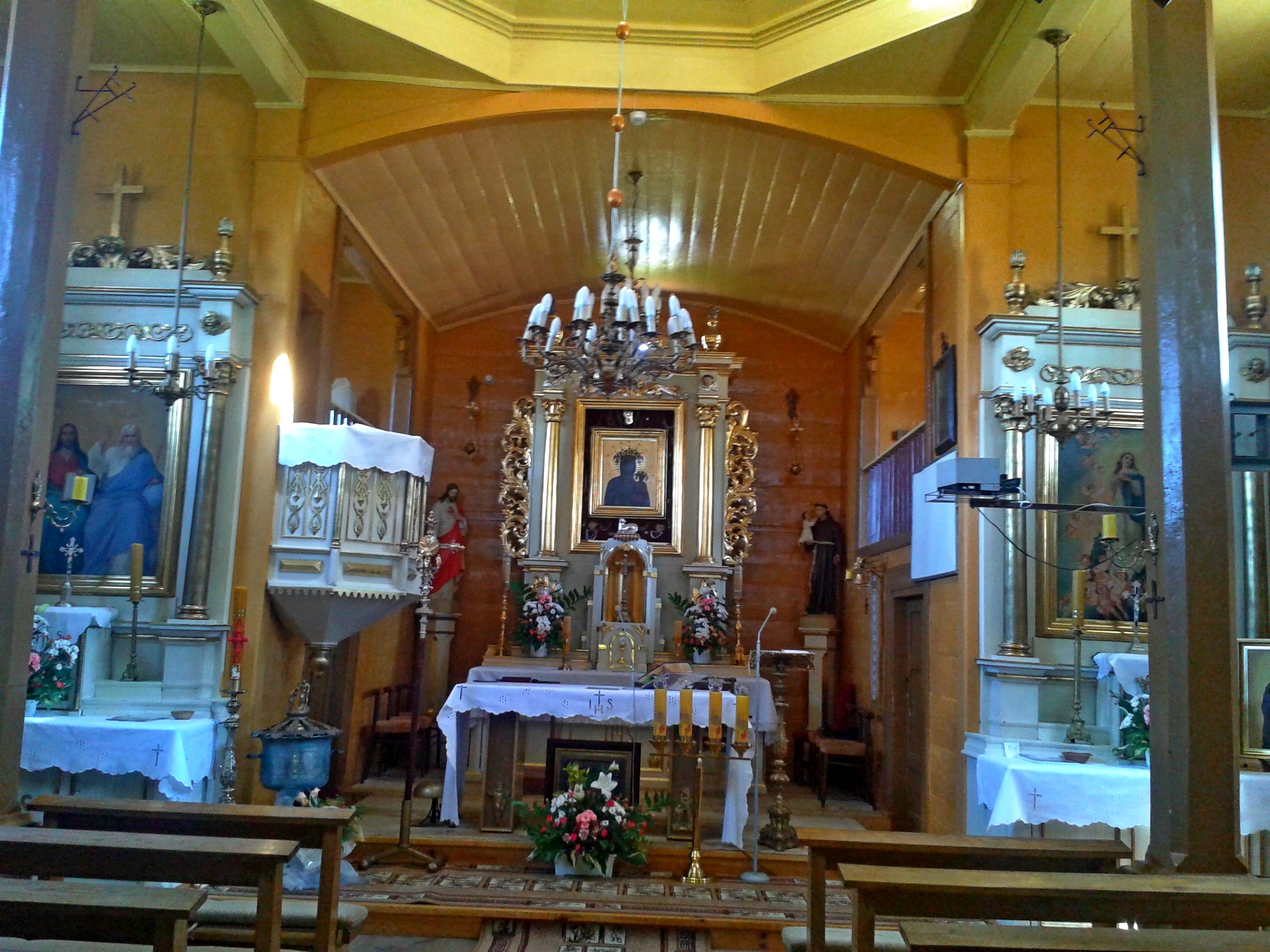
Wnętrze świątyni

Dawna cerkiew w Rogowie jest budowlą orientowaną, o konstrukcji wieńcowej, wzniesioną na planie prostokąta. Prawdopodobnie początkowo składała się jedynie z korpusu i prezbiterium, zaś przedsionek dostawiono do niej na początku XX wieku. Korpus kościoła kryty jest dachem trójspadowym z ośmioboczną latarnią o ostrosłupowym hełmie. Wejście główne i dwa boczne zdobią dwuspadowe daszki. Wokół gzymsów poprowadzono ozdobne fryzy. Geometryczne wzory zdobią również okna. Prezbiterium budynku jest węższe od korpusu. Przylega do niego zakrystia, nad którą umieszczono lożę kolatorską. Od zachodu we wnętrzu kościoła znajduje się chór muzyczny. Strop nad korpusem świątyni jest płaski, zaś w prezbiterium imituje sklepienie kolebkowe.
Wyposażenie wnętrza kościoła w znacznej mierze pochodzi z okresu, gdy budynek należał do unitów. Przetrwały trzy barokowe ołtarze - główny i boczne, jednak znajdują się w nich znacznie nowsze obrazy. W ołtarzu głównym znajduje się kopia wizerunku Matki Boskiej Częstochowskiej z lat 20. XX wieku, w prawym ołtarzu obraz Niepokalanej Maryi Panny z przełomu XIX i XX wieku, zaś w lewym - ikona Trójcy Świętej. Ambona w świątyni pochodzi z II poł. XIX w..